# Wunschpunsch (televisieserie)
Wunschpunsch is een Duitse animatieserie uit 2000, gebaseerd op het boek De toverdrank (oorspronkelijke titel: Der satanarchäolügenialkohöllische Wunschpunsch). De serie werd geregisseerd door Philippe Amador en uitgezonden op het Duitse kanaal KiKa. De serie werd in diverse landen vertoond, waaronder in Nederland. In Nederland werden de Nederlandse stemmen onder anderen ingesproken door Jan Nonhof als Boebonnik, Marjolijn Touw als Tirania, Hero Muller als Meneer Mekker. In Nederland ging de serie in première op Fox Kids op 20 augustus 2001, en werd ook uitgezonden op Jetix en tijdens nachtprogrammering op Disney Channel in 2011-2012.

## Verhaal
De serie draait om twee tovenaars, een tante en een neef. Ze wonen net buiten de stad Megalopolis.
Als tovenaars zijn ze verplicht om de stad te terroriseren met vervloekingen, iets waar hun baas, meneer Mekker, hen steeds aan moet herinneren. In elke aflevering bedenken ze een nieuwe vloek en spreken die uit over de stad. Het uiteindelijke doel van de twee tovenaars is dat de stad permanent vervloekt blijft. De vloek wordt echter pas permanent nadat hij minimaal zeven uur actief is geweest. Binnen die zeven uur kan de vloek nog worden verbroken.
De twee weten echter niet dat hun huisdieren, de kat Moritio en de raaf Jacob, hen tegenwerken door de vloek binnen die zeven uur te verbreken.
Een subplot binnen de serie is dat de tante en neef elkaar niet kunnen uitstaan, maar noodgedwongen toch moeten samenwerken. Beide bezitten ze een helft van een magisch perkament, en alleen wanneer deze helften worden samengevoegd tijdens een ritueel met een magisch brouwsel, wordt hun magie sterk genoeg om de stad te vervloeken. Ze maken dan ook geregeld ruzie, soms zelfs tot gevolg dat de vloek door hun geruzie wordt beïnvloed.

## Opbouw aflevering
De meeste afleveringen volgen een vast patroon:
- De tovenaars zijn in hun huis bezig met alledaagse activiteiten.
- Mekker duikt op en herinnert de twee aan hun taak om Megalopolis te vervloeken. De tovenaars bedenken ter plekke een vloek.
- Ze gaan de magische Wunschpunsch-toverdrank in werking stellen met beide delen van het 'mega-magische' perkament, waarvan Boebonnik en Tirania elk een helft hebben, en voegen bijpassende voorwerpen toe aan de toverdrank die bij de vloek hoort, waarna met een magische spreuk de stad wordt betoverd (op een enkele aflevering na, hierin heeft de betovering niet met de stad te maken, maar met de geboorte van Meneer Mekker).
- Moritio en Jacob gaan naar de dierentuin, waar Tante Noa hen adviseert hoe de vloek kan worden verbroken. Ze doet dit altijd in de vorm van een raadselachtig versje.
- De twee proberen het raadsel op te lossen. Dit wordt vaak lastiger gemaakt door het feit dat ze zelf ook onder invloed raken van de vloek.
- Net voor de zeven uren verstrijken, lukt het hen met de juiste oplossing te komen en de stad te redden.
- Mekker komt weer langs en straft de tovenaars voor hun mislukking. Deze straf heeft meestal iets te maken met de vervloeking uit de betreffende aflevering, waarna Moritio en Jacob zelf in al hun rust even in beeld komen.

## Personages
De namen van de personages wijken soms af van de namen in het boek, en sommige personages komen niet voor in het boek.
- Tirania: Zij is een van de tovenaars. Ze is de slimste van de twee. Hoewel ze de oudste van de twee is (ze is de tante van Boebonnik), heeft ze zich volledig aangepast aan de moderne tijd. Ze houdt van harde muziek.
- Boebonnik: Hij is de andere tovenaar. Boebonnik is de neef van Tirania, maar in tegenstelling tot zijn tante is hij enorm ouderwets. Zo draagt hij nog oude, middeleeuwse kleding. Hij speelt het liefst op zijn cello. Naast Moritio bezit hij ook een vleesetende plant.
- Moritio: Moritio is de kat van Boebonnik en een van de twee protagonisten in de serie. Hij heeft een vrijwel onstilbare honger en is goede vrienden met de buurjongen van de tovenaars.
- Jacob: Jacob is een raaf en het huisdier van Tirania. Hij is al op leeftijd en heeft vaak last van reumatiek. Hij vliegt daarom maar zelden en loopt met een wandelstok.
- Meneer Maledictus T. Mekker: Hij is de baas van de tovenaars, en zelf een van de machtigste tovenaars. Hij wordt regelmatig boos op de twee tovenaars omdat er nooit een vloek lukt.
- Tante Noa: een oude schildpad uit de dierentuin. Bij haar vragen Moritio en Jacob altijd raad over het verbreken van de betovering. Ze doet dit altijd in de vorm van een raadsel.

## Trivia
- Het boek waar deze serie van is afgeleid heeft 52 hoofdstukken en evenzo heeft de serie 52 afleveringen.

## Dvd's
- Plantenchaos
- Kleurloze chaos
- De kwelling van de koning

Met elk vier afleveringen per dvd, zijn deze rond 2005 uitgebracht door Company of Kids. Ook verkrijgbaar in een box; een kartonnen hoes met daarin de originele drie, apart verpakte dvd-dozen. Speelduur per dvd is rond de tachtig minuten.